# Catherine Zeta-Jones
Pour les articles homonymes, voir Zeta et Jones.
Catherine Zeta-Jones (prononcé en anglais : /ˈkæθ(ə)ɹɪn ˈziːtə d͡ʒəʊnz/), née le 25 septembre 1969 à Swansea (pays de Galles), est une actrice et chanteuse britannique.
Elle débute sur scène dans les années 1980, puis elle obtient son premier rôle au cinéma dans Les Mille et Une Nuits (1990) de Philippe de Broca. Elle poursuit ensuite sa carrière à la télévision, notamment avec la série The Darling Buds of May (1991 - 1993), qui la fait connaître en Grande-Bretagne. Mais c’est en 1998, avec son interprétation d'Elena de la Vega dans Le Masque de Zorro de Martin Campbell, qu’elle devient mondialement connue.
Sa polyvalence lui permet de s'illustrer dans plusieurs productions à gros budget, dans lesquelles elle s'impose comme une figure du cinéma des années 2000,. Son rôle dans le thriller Traffic (2000) de Steven Soderbergh lui offre sa première nomination aux Golden Globes. En 2003, elle remporte l'Oscar de la meilleure actrice dans un second rôle pour son interprétation de Velma Kelly dans Chicago (2002) de Rob Marshall, obtenant ainsi la consécration de la profession. En 2010, ses débuts à Broadway dans A Little Night Music (2009 - 2010) sont salués par l'octroi du Tony Award de la meilleure actrice dans une comédie musicale. À partir du milieu des années 2010, elle délaisse le cinéma au profit d’un retour à la télévision. Depuis 2022, elle prête ses traits à la matriarche de la famille Addams, Morticia Addams, dans la série Mercredi.
Par ailleurs, l'actrice a souvent collaboré avec des réalisateurs de renommée mondiale comme Martin Campbell, Stephen Frears, Steven Soderbergh, Steven Spielberg, les frères Coen et Tim Burton pour ne citer qu’eux. À l'écran, elle est connue pour avoir donné la réplique à Antonio Banderas, George Clooney, Brad Pitt, Tom Hanks ou encore Tom Cruise.
En parallèle de sa carrière d'actrice, elle est engagée dans des actions philanthropiques et a reçu plusieurs distinctions pour ses contributions aux domaines artistique et caritatif,. Depuis 2000, elle est l'épouse de l'acteur américain Michael Douglas avec qui elle a deux enfants.

## Biographie

### Jeunesse et formation

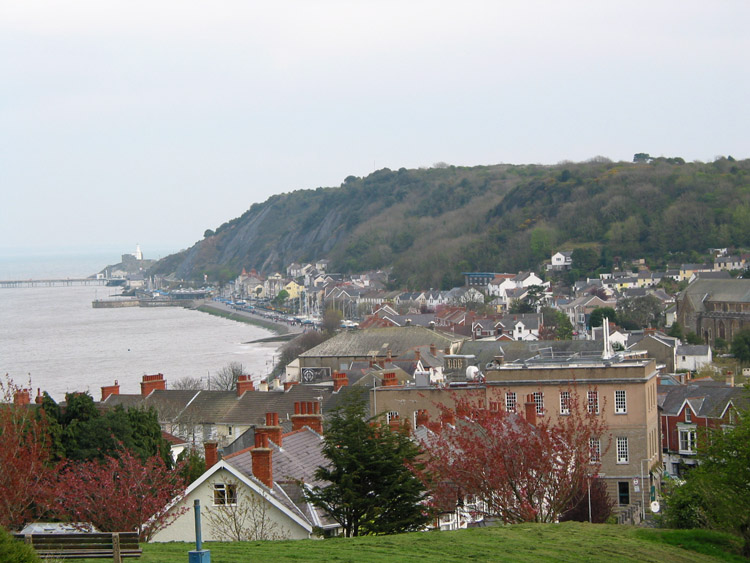
Le quartier de Mumbles à Swansea où l'actrice a grandi.

Catherine Zeta-Jones naît le 25 septembre 1969 à Swansea, au sein du pays de Galles méridional. Elle est la fille de David James Jones, confiseur de métier; et de Patricia Fair, une couturière d'origine irlandaise et de confession catholique. Elle est ainsi prénommée en hommage à ses grands-mères Catherine Fair (du côté maternel), et Zeta Jones (du côté paternel), à qui elle doit son deuxième prénom qu'elle ajoute à son nom de scène,. Deuxième d'une fratrie de trois enfants, elle grandit dans le quartier de Mumbles et décrit son éducation comme « stricte », avec une mère « sévère mais gentille »,. Son frère aîné, David Jones (né en 1967), est responsable de développement dans le cinéma et son frère cadet, Lyndon Jones (né en 1972), est producteur pour la société Milkwood Films,,,.
C'est parce qu'elle est une enfant hyperactive que ses parents l'inscrivent à des cours de danse à la Hazel Johnson School of Dance dès l'âge de quatre ans,. Elle y rencontre brièvement la célèbre chanteuse Shirley Bassey. À l’âge de neuf ans, elle est choisie pour jouer July, l’une des orphelines de la comédie musicale Annie, qui est jouée dans le West End de Londres. Deux ans plus tard, elle décroche le rôle principal de cette même comédie musicale, qui est cette fois jouée au Grand Théâtre de Swansea. Au début de son adolescence, ses capacités en danse lui permettent de devenir championne nationale de claquettes,. S'ensuivent plusieurs participations dans d'autres productions théâtrales. En 1983, elle retrouve le West End et devient Tallulah, le personnage féminin principal de la pièce de théâtre Bugsy Malone,.
Durant sa jeunesse, ses parents gagnent 100 000 livres sterling à un jeu d'argent (le Bingo), leur permettant notamment de financer les études de leur fille,. C'est ainsi que Catherine Zeta-Jones est scolarisée à la Dumbarton House School, une école privée de Swansea, mais elle prend la décision de la quitter avant d’obtenir son O-level, soit avant d’obtenir un diplôme lui permettant d’aller en classe de première.
Ensuite, elle part étudier dans une école d’arts à Chiswick, à l’ouest de Londres, où elle reste trois ans, et au sein de laquelle elle suit des cours de théâtre musical. Elle est alors engagée pour faire partie de la troupe de The Pajama Game. L'actrice se confiera plus tard sur cette période de sa vie : « Je faisais la queue pour les auditions, puis je changeais de costume ou je mettais un justaucorps différent et j'auditionnais à nouveau. Cela me prenait peut-être deux essais, mais j'ai toujours eu le rôle. J'ai compris ce qu'ils voulaient ».
En 1987, sa carrière au théâtre prend une autre tournure par un coup de hasard. Alors qu'elle sert de doublure dans la comédie musicale 42nd Street, Catherine Zeta-Jones remplace au pied levé l'actrice principale qui est tombée malade,. Elle se voit ainsi propulsée en haut de l'affiche. Le producteur est tellement impressionné qu’il lui offre définitivement le premier rôle pour les représentations suivantes : « Il se trouve que David Merrick, le dieu de Broadway […] faisait le tour du monde pour voir si ses productions étaient à la hauteur. J'ai donc été choisie pour le rôle principal, et je l'ai joué pendant deux ans ». À cette occasion, elle fait la rencontre du chanteur Freddie Mercury, qui vient l'encourager régulièrement, et lui donne comme conseil « Garde juste ta tête sur tes épaules ». En 1989, elle s'illustre dans le rôle de Mae Jones dans Street Scene, un opéra de Kurt Weill, qu'elle joue avec l'English National Opera.

### Carrière

#### Révélation et premiers succès (années 1990)

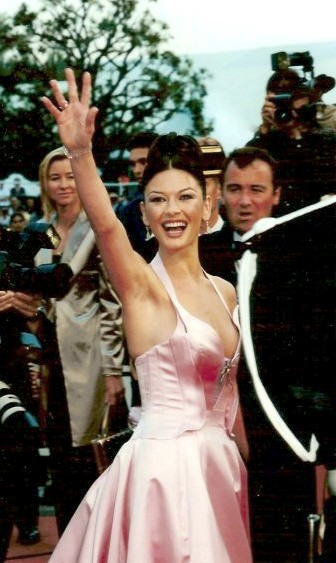
Catherine Zeta-Jones au festival de Cannes 1999, pour la présentation de Haute Voltige.

Elle fait ses débuts au cinéma en 1990 dans l'insuccès Les Mille et Une Nuits de Philippe de Broca, où elle incarne Shéhérazade auprès de Gérard Jugnot et Thierry Lhermitte,. Mais c'est en 1991, avec son rôle de Mariette Larkin dans The Darling Buds of May, une adaptation télévisée d'un des romans de H. E. Bates, qu'elle commence à se faire un nom. Cette série, pour laquelle elle est choisie parmi trois cents autres prétendantes pour le rôle, est à cette époque en tête des audiences télévisuelles britanniques,.
L'actrice part ensuite pour Los Angeles afin de percer à Hollywood. Ses débuts y sont relativement discrets, marqués par des apparitions dans des œuvres mineures. Elle tourne sa première production internationale, Christophe Colomb : La Découverte, sous la direction de John Glen en 1992, dans laquelle elle côtoie Marlon Brando et Tom Selleck. Elle joue par la suite plusieurs seconds rôles, comme dans Les Aventures du jeune Indiana Jones (1993) pour la télévision. Au cinéma, elle s'illustre aussi en tant que femme vénale, prête à tout pour devenir Duchesse, dans le film Grandeur et Descendance (1993) ; une prestation qualifiée de « très amusante » par le New York Times. En 1994, Catherine Zeta-Jones est d'abord la vedette d'une adaptation télévisuelle du roman Le Retour au pays natal de Thomas Hardy, puis dans celle du roman The Cinder Path de Catherine Cookson.
Elle tient ensuite le rôle-titre d'un téléfilm sur Catherine la Grande diffusé en 1995. Dans sa critique pour le journal Variety, Lisa Nesselson trouve que l'actrice « communique une certaine grâce et une énergie à ce personnage de souveraine en devenir ». La même année, elle seconde Ewan McGregor et Sean Pertwee dans Blue Juice (1995), une production estampillée comme le premier film de surf britannique. Pour autant, malgré une présence régulière à l’écran, sa carrière peine encore à décoller.
En 1996, elle joue l'antagoniste Sala dans Le Fantôme du Bengale, un film d'action réalisé par Simon Wincer. Ce dernier est un flop à sa sortie mais finit avec le temps par acquérir le statut de film culte,. Une critique de Variety estime que la comédienne constitue un « atout majeur [du film] » dans son rôle. Catherine Zeta-Jones tourne ensuite en 1996 dans un téléfilm retraçant le naufrage du Titanic, aux côtés de George C. Scott, Peter Gallagher et Tim Curry. Elle est alors repérée par Steven Spielberg, intéressé par sa prestation,.
En effet, croyant au potentiel de l'actrice, il propose son nom au réalisateur Martin Campbell pour incarner le rôle féminin principal de sa prochaine production, Le Masque de Zorro (1998),. Elle ne dispose alors plus que de six mois sur son visa pour les États-Unis et envisage de retourner au Royaume-Uni, faute de propositions concrètes. Paradoxalement, c'est à ce moment critique qu'elle décroche la partition qui va lancer sa carrière internationale. Aux côtés des acteurs Antonio Banderas et Anthony Hopkins, avec qui elle partage l'affiche, elle prépare son rôle au Mexique sous la supervision du maître d'armes Bob Anderson, qui la forme aux scènes de combat. Avec des recettes mondiales de près de 250 000 000 de dollars, ce film lui offre son premier succès au box-office et fait d'elle une actrice mondialement connue,. La journaliste Janet Maslin du New York Times apprécie sa prestation et déclare que « Mme Zeta-Jones fait de son premier grand rôle au cinéma un moment inoubliable ». Sa performance est saluée par deux nominations lors des MTV Movie Awards en 1999. L'actrice reviendra plus tard sur ses débuts aux États-Unis :

« Je suis en quelque sorte venue à Hollywood pour être une star de cinéma. Mais c'est vrai, je n'ai pas fait la version du Titanic de James Cameron, […]. Je me suis tout de même lancée dans cette aventure en me disant que j'aurais au moins quelque chose d'américain à mon actif, où je parle avec un accent américain. Mais ce fut un catalyseur qui a changé mon parcours, parce que Steven Spielberg m'a vu dedans et m'a demandé de faire un bout d'essai pour Zorro. »

— Catherine Zeta-Jones
Forte de cette nouvelle notoriété, elle devient une actrice demandée, comme en témoignent ses confessions dans le quotidien The Daily Mirror : « Il y avait des moments où je ne voyais même pas un script pendant des mois. Maintenant, j'en reçois et ils me disent : Oh, au fait, tu es en compétition avec Julia Roberts et Nicole Kidman ». Elle enchaîne donc les tournages et c'est ainsi qu'en 1999, Catherine Zeta-Jones est à l’affiche de deux longs métrages. Le premier est le film de casse Haute Voltige, réalisé par Jon Amiel – présenté hors compétition au festival de Cannes 1999 – et pour lequel elle se glisse dans la peau d'une employée d'une compagnie d'assurance. Elle partage alors l'affiche avec Sean Connery et négocie un cachet de 5 000 000 de dollars. Pour les besoins de cette production, elle réalise la plupart des cascades sans doublure. Son succès grandissant, elle est primée lors de la ShoWest Convention par la National Association of Theatre Owners (Association nationale des propriétaires de salles de spectacle). Son deuxième film à l'affiche est Hantise, un film d’horreur mis en scène par Jan de Bont. Malgré un succès commercial correct, il subit un échec critique,. « Zeta-Jones semble être moins une actrice qu'un joli visage, et elle n'est même pas intéressante dans ce registre » peut-on lire dans les colonnes du San Francisco Chronicle à la sortie du film.

#### Consécration (années 2000)
L’année 2000 marque un tournant dans sa carrière, mais également dans sa vie personnelle. Avec le thriller choral Traffic, qu’elle tourne enceinte de son premier enfant avec Michael Douglas, sous la direction de Steven Soderbergh, l’actrice est particulièrement plébiscitée par la critique. Edward Guthmann du San Francisco Chronicle écrit à propos de sa prestation qu'elle se « démarque dans ce rôle d'épouse privilégiée devenue maman lion ». Catherine Zeta-Jones se montre très investie dans ce projet et suggère au réalisateur de faire réécrire le scénario afin que celui-ci prenne en compte sa grossesse,,. Bien qu’elle échappe à la nomination aux Oscars, elle est nommée pour plusieurs prix, notamment lors des Golden Globes 2001. Avec ses partenaires du film, elle remporte le SAG Award de la meilleure distribution. On la voit ensuite chez Stephen Frears pour le film indépendant High Fidelity, qui est très bien reçu par la critique.
En 2001, elle joue de son image de nouvelle star dans la comédie satirique Couple de stars – qui la voit jouer Gwen Harrison, une actrice narcissique – dans laquelle elle donne la réplique à Julia Roberts et John Cusack. Avec presque 140 000 000 de dollars générés au box-office international, le film obtient un certain succès commercial. Dans sa critique, Roger Ebert se montre négatif envers cette production mais salue les acteurs et trouve Zeta-Jones « froide et manipulatrice » dans son rôle. Elle intègre au même moment la liste des actrices les mieux payées du cinéma.
Désireuse de jouer dans une comédie musicale, elle se voit offrir par le producteur Martin Richards un rôle dans Chicago (2002), adapté de la comédie musicale homonyme par le réalisateur Rob Marshall, et qui fait l'ouverture de la Berlinale 2003,. Initialement approchée pour jouer le rôle de Roxie Hart, l'actrice insiste pour incarner celui de Velma Kelly à cause de la célèbre chanson All That Jazz. Pour mieux se glisser dans la peau de son personnage, elle entame un long processus de préparation, travaillant jusqu’à quatorze heures par jour pendant deux mois avant le début du tournage.
Elle s'évertue particulièrement à transmettre à l'écran la « flamboyance » et le « désespoir » que demande le personnage. Le film est celui de la consécration pour Catherine Zeta-Jones, le critique David Edelstein du magazine Slate écrivant : « Zeta-Jones a une confiance incandescente à vous en faire perdre la tête ». Lors de la 75e cérémonie des Oscars le 23 mars 2003, Chicago décroche six Oscars, notamment celui du meilleur film. La comédienne, alors enceinte de son deuxième enfant, est quant à elle primée avec celui du meilleur second rôle féminin, qu'elle reçoit des mains de Sean Connery, son partenaire de Haute Voltige. Elle gagne aussi le SAG Award de la meilleure actrice dans un second rôle, celui de la meilleure distribution ou encore le BAFTA de la meilleure actrice dans un second rôle.
Son nouveau statut de star oscarisée lui permet de tourner sous la direction d'autres grands cinéastes. En effet, Joel et Ethan Coen lui confient le rôle féminin principal de la comédie loufoque Intolérable Cruauté (2003). Ce rôle de femme fatale lui permet de partager l'affiche d'égal à égal avec George Clooney. La critique applaudit cette guerre des sexes au vitriol,,, qui est présentée à la Mostra de Venise 2003 et qui fonctionne bien au box-office international. Parallèlement, elle s’essaye au film d'animation en prêtant sa voix au personnage de Marina dans Sinbad : La Légende des sept mers, œuvre à laquelle participent également Brad Pitt et Michelle Pfeiffer. Lors de la promotion, elle déclare avoir été attirée par ce projet afin de permettre à ses enfants, alors en bas âge, de pouvoir « l'entendre dans un film ».
Dans Le Terminal (2004), film d’ouverture de la Mostra de Venise 2004, elle est dirigée par le réalisateur Steven Spielberg. Pour cette comédie dramatique dans laquelle elle évolue aux côtés de Tom Hanks, elle joue de nouveau de sa séduction en incarnant une hôtesse de l'air faisant la rencontre d'un immigré ayant élu domicile dans un aéroport. Le succès commercial est une nouvelle fois au rendez-vous, avec plus de 218 000 000 de dollars générés au box-office. Le critique Anthony Oliver Scott regrette toutefois qu'elle soit utilisée « pour son apparence plutôt que pour son sens de l'autodérision qui est pourtant sa force en tant qu'actrice comique ».
En fin d’année, elle retrouve ensuite Soderbergh pour Ocean's Twelve (2004), deuxième opus de la trilogie initiée en 2001. Elle joue le rôle d'Isabel Lahiri, une inspectrice coriace d'Europol. Cette participation est couronnée de succès au box-office puisque le film réalise presque trois millions d’entrées dans l'Hexagone et engendre des recettes mondiales de plus de 360 000 000 de dollars,. Pour Paul Clinton de CNN, le sex appeal que dégage la comédienne est l'un des points forts du film. À cette période, elle confirme qu'elle fait partie, selon le magazine Forbes, des actrices les mieux payées à Hollywood avec 18 000 000 de dollars engrangés sur un an.

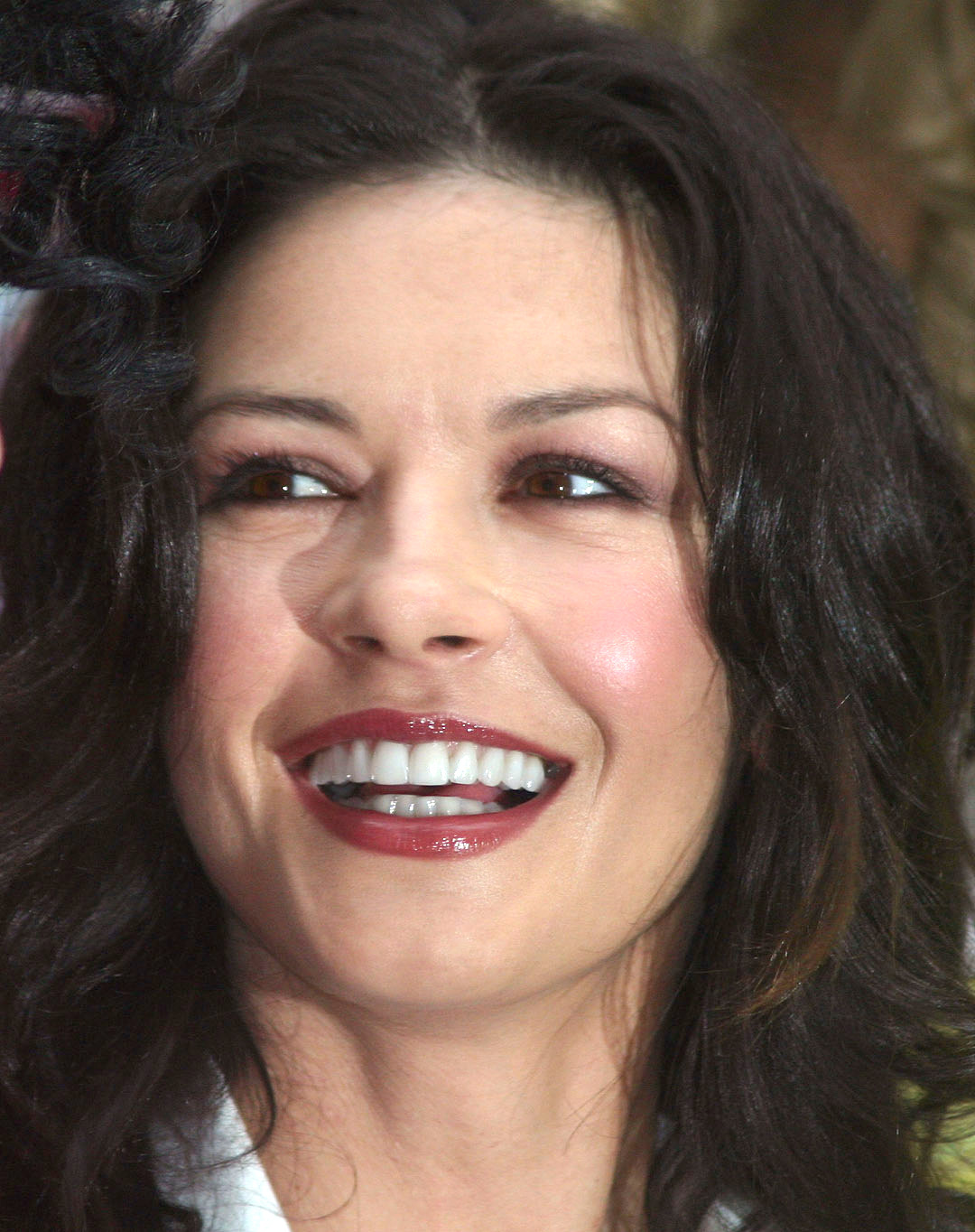
L'actrice à Cambridge en février 2005, année de sortie de La Légende de Zorro.

En 2005, elle retrouve l’acteur espagnol Antonio Banderas et le cinéaste Martin Campbell pour la suite des aventures de Zorro, avec La Légende de Zorro. Pour ce film, elle reçoit un salaire estimé à 10 000 000 de dollars. Le long métrage déçoit la critique, bien que l'alchimie du couple qu'elle forme avec Antonio Banderas soit saluée,, et réalise un score plutôt faible au box-office,. Sa prestation lui vaut néanmoins une nomination aux People's Choice Awards. Cette même année, elle reçoit le prix de la « Femme de l'Année » remis par l'association Hasty Pudding Theatricals de l'université Harvard.
À la suite de ce semi-échec, la comédienne enchaîne plusieurs contretemps. De fait, elle ne reprend pas son rôle d’Isabel Lahiri dans Ocean's Thirteen (2007), tout comme Julia Roberts, en raison de choix scénaristiques. « Nous n’avions pas vraiment de place pour utiliser leurs talents, deux grandes stars comme elles », confie le producteur Jerry Weintraub en 2006. Par ailleurs, le projet de biopic Stompanato, dans lequel elle devait incarner Lana Turner aux côtés de Keanu Reeves, est finalement abandonné. 
Elle retrouve finalement le chemin des tournages pour deux films, sortis tous deux en 2007. On la voit d’abord en tant que tête d'affiche dans Le Goût de la vie, une comédie romantique où elle incarne une cheffe de haute cuisine. Pour préparer son rôle, elle travaille comme serveuse dans un restaurant new-yorkais et suit également des cours de cuisine avec son partenaire Aaron Eckhart,. Ce long métrage rapporte presque 100 000 000 de dollars de recettes mondiales. Bien qu'il n'ait pas apprécié le film, le critique Roger Ebert qualifie Catherine Zeta-Jones de « convaincante ». La même année, on la retrouve avec Guy Pearce à l'affiche de la romance fantastique Au-delà de l'illusion, présentée au festival international du film de Toronto. Dans cette œuvre, librement inspirée de la vie de l'illusionniste Harry Houdini, elle campe le rôle de Mary McGregor, une femme dotée de supposés dons de voyance.
Après ce film, elle entre en négociation avec Rob Marshall, qui rêve de la diriger à nouveau, pour faire partie de la distribution de Nine (2009). L'actrice, souhaitant un rôle plus conséquent, lui propose de développer son personnage. Elle quitte finalement le projet au profit de Nicole Kidman, n'arrivant pas à s'entendre avec le réalisateur. En 2009, elle n'est donc à l'affiche que d'un seul film, une comédie romantique intitulée Mon babysitter, dans laquelle elle côtoie Justin Bartha. Cette œuvre légère, signée du réalisateur Bart Freundlich, la fait se glisser dans la peau d'une divorcée qui refait sa vie avec le babysitter de ses enfants. Le distributeur américain du film fait cependant faillite et il ne sort que dans les salles étrangères, où il connaît un succès très modéré.
Fin 2009, l'actrice retourne vers ses premières amours, le chant et la danse, le genre qui lui a valu les honneurs, mais cette fois sur la scène de Broadway. Aux côtés d'Angela Lansbury, elle est dirigée par le metteur en scène Trevor Nunn dans la comédie musicale A Little Night Music, dans laquelle elle prête ses traits au personnage de Desiree Armfeldt, une actrice autrefois très prisée mais désormais sur la sellette. Elle explique avoir été attirée par les complexités de cette pièce et son absence d’artifice : « Il n'y a pas de mains jazzy, pas de high kicks, pas de bas résille. […] Il faut creuser, creuser et creuser davantage ». Son interprétation lui vaut le Tony Award de la meilleure actrice dans une comédie musicale, ainsi qu'un prix aux Drama Desk Awards et aux Outer Critics Circle Awards, après avoir été très largement saluée par la critique,,.

#### Seconds rôles et retour à la télévision (années 2010)

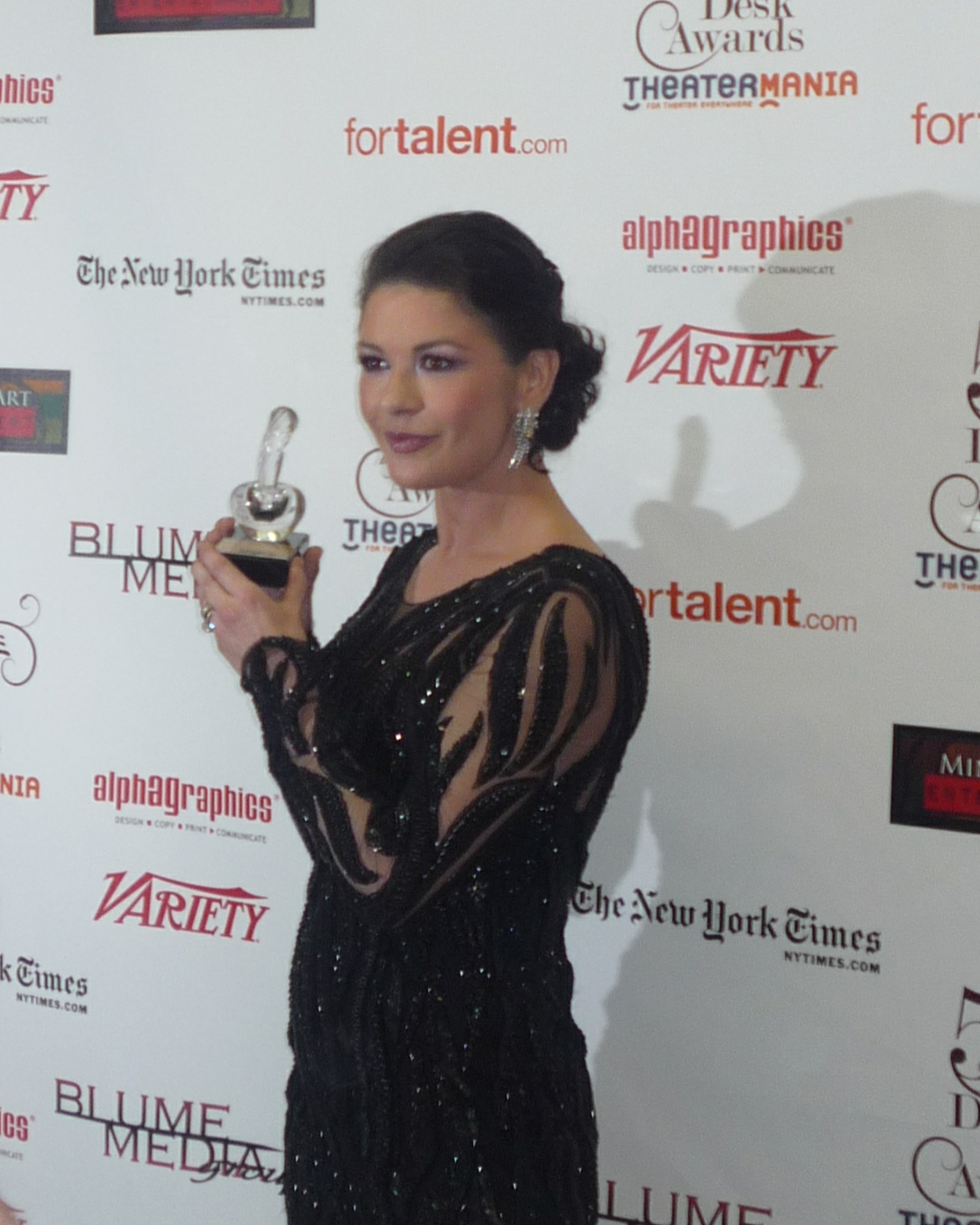
En mai 2010, avec son Drama Desk Award de la meilleure actrice pour sa performance sur scène.

En juin 2010, Catherine Zeta-Jones est distinguée par la reine Élisabeth II comme Commandeur de l'Empire britannique (CBE) en remerciement de ses services rendus à l’art dramatique et de ses engagements caritatifs. Le prince Charles lui remet en personne sa décoration le 24 février 2011 à Buckingham Palace en présence de son époux Michael Douglas et de ses deux enfants.
À la même période, elle est approchée par les dirigeants de la Weinstein Company pour incarner Vivien Leigh dans le film My Week With Marilyn (2011). Elle finit par décliner l'offre, préférant passer son temps aux côtés de son époux, alors atteint d'un cancer,. Elle révèle par la suite sa bipolarité et décide de s'éloigner des plateaux de cinéma,,, confiant que « [ses] priorités ont considérablement changé ».
En 2012, après trois ans d'absence cinématographique, l'actrice revient avec trois films, uniquement pour des rôles féminins secondaires. Sans même avoir lu le scénario, elle accepte tout d'abord de participer à Rock Forever, une comédie musicale réalisée par Adam Shankman. Elle y campe le rôle fictif de la première dame de Los Angeles, s'inspirant de la femme politique Michele Bachmann. Le film ne rencontre le succès escompté ni auprès de la presse ni auprès des spectateurs,. Elle enchaîne avec la comédie romantique Love Coach de Gabriele Muccino, où elle incarne une ex-présentatrice de télévision, devenue mère au foyer. Le film obtient des critiques défavorables. Le sort réservé à Lady Vegas : Les Mémoires d'une joueuse, œuvre pour laquelle elle retrouve Bruce Willis et le cinéaste Stephen Frears, est similaire, le film passant inaperçu.
Catherine Zeta-Jones consacre l'année 2013 à des films dramatiques, notamment avec le polar Broken City d'Allen Hughes, aux côtés des stars Mark Wahlberg et Russell Crowe. Une fois encore, le film déçoit la critique. Todd McCarthy du magazine The Hollywood Reporter salue toutefois son interprétation : « Zeta-Jones est la classe incarnée ».
C'est finalement sa troisième collaboration avec le réalisateur Steven Soderbergh, le thriller psychologique Effets secondaires, qui lui permet de renouer avec un projet de premier ordre. Présenté à la Berlinale 2013, le long métrage est reçu avec des critiques positives et fonctionne correctement au box-office. Ce rôle de psychiatre vénéneuse se distingue de ses dernières partitions et lui permet de proposer un aspect plus sombre de l'image séductrice qui l'avait menée au sommet.
L'actrice conclut l'année en participant au blockbuster Red 2, la suite de la comédie d'action à succès Red (2010), où elle retrouve pour la troisième fois Bruce Willis, mais également Anthony Hopkins pour la seconde fois (15 ans après Le Masque de Zorro). Elle y joue Katya Petrokovich, une agent double travaillant pour les services secrets russes. Cette comédie, qui joue de l'âge légèrement avancé de ses acteurs, ne convainc pas vraiment la critique et rapporte un peu moins que le premier opus. Dans sa critique pour The Hollywood Reporter, Justin Lowe juge positivement sa prestation et déclare qu'elle « réussit bien à faire ressortir le mélange de séduction et de menace de Katja ».
Catherine Zeta-Jones se fait ensuite de nouveau discrète, préférant passer du temps avec ses enfants, comme elle l'a confié au journal Daily Telegraph : « Donc si je dois quitter ma famille pendant un certain temps, il vaut mieux que ce soit pour un rôle que je n'ai jamais joué avant, avec des gens formidables. Il vaut mieux que ce soit amusant. Sinon, pour être honnête avec vous, je préfère rester chez moi ».
Après une nouvelle pause de trois ans, elle retrouve le chemin des plateaux de cinéma pour la comédie britannique La British Compagnie (2016), réalisée par Oliver Parker,. Elle y campe le rôle de Rose Winters, une journaliste chargée d’écrire un article sur les exploits d’un petit groupe de soldats. Cette dernière connaît un certain succès dans les salles britanniques, mais sort directement en DVD dans l'Hexagone.
Catherine Bray de Variety se montre critique envers cette production qu'elle qualifie de « résurrection grinçante » et trouve l'actrice « sous-utilisée ». Après ce film, la comédienne amorce un retour à la télévision, qu'elle explique par un manque de scénarios inspirants proposés par les studios.
C’est ainsi qu’en 2017, vingt-et-un ans après son dernier rôle pour le petit écran, l'actrice fait son retour en incarnant Olivia de Havilland dans la série télévisée d'anthologie Feud créée par Ryan Murphy. Elle travaille son rôle en écoutant notamment les anecdotes de son beau-père Kirk Douglas sur sa vie d'acteur durant l'âge d'or de Hollywood,. Cette dernière est très favorablement accueillie par la critique et reçoit quatre nominations lors des Golden Globes 2018. La comédienne évolue par ailleurs aux côtés des actrices Jessica Lange et Susan Sarandon. Sonia Saraiya de Variety estime que Zeta-Jones apporte « le meilleur tournant de la série » et Dominic Patten de Deadline Hollywood trouve qu’elle est « merveilleusement bien choisie » pour le rôle.
Toujours à la télévision, Catherine Zeta-Jones incarne en 2018 le rôle de Griselda Blanco, qu'elle convoite depuis 2014,, dans un téléfilm intitulé La Reine des cartels. Durant la promotion, elle confie avoir voulu jouer cette partition pour le courage de son personnage et sa capacité à se démarquer dans un monde dominé par les hommes. Son interprétation est accueillie sévèrement par Hanh Nguyen d'Indiewire qui juge qu'elle « n'est pas seulement peu convaincante, elle est extravagante ». En fin d’année, elle s'illustre comme premier rôle d'une série télévisée développée par Facebook Watch, la comédie noire et satirique Queen America, qui s’intéresse aux coulisses des concours de beauté. Pour mieux se plonger dans la peau de son personnage, qui souffre de boulimie, la comédienne s'est servie de ses souvenirs de jeunesse. Dans une critique positive, Jen Chaney de Vulture écrit que « Zeta-Jones est toujours à son meilleur niveau quand elle est fougueuse, et ce rôle lui donne de nombreuses opportunités de le montrer ».

#### Progression télévisuelle et retour au cinéma (années 2020)

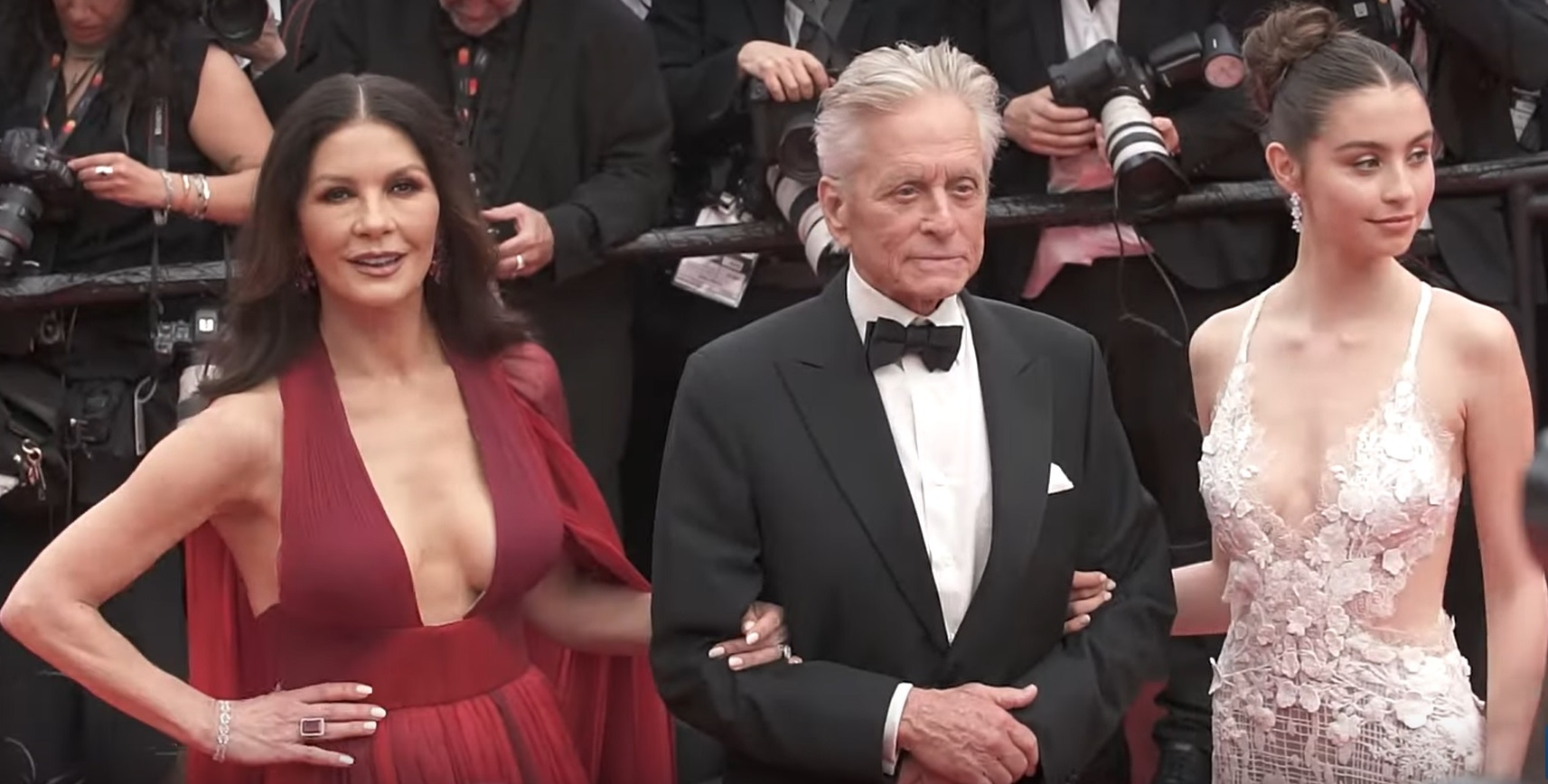
Catherine Zeta-Jones et Michael Douglas auprès de leur fille Carys au festival de Cannes 2023.

L'actrice, qui confie être devenue sélective dans ses choix de rôle, rejoint ensuite la distribution de la dernière saison de la série policière Prodigal Son (2021), diffusée en France sur TF1, face au « Chirurgien » joué par Michael Sheen. Elle prête ses traits au Dr Vivian Capshaw, une médecin légiste qui cache de lourds secrets. La nature sombre de ce personnage l'a intriguée : « Personnellement, je suis toujours attirée par le côté le plus sombre de la nature humaine. J'ai pu inculquer ça en elle ». Elle révèle aussi avoir été attirée par ce projet afin de pouvoir jouer aux côtés de Michael Sheen, avec qui elle souhaitait travailler depuis des années.
Fin 2022, elle apparaît dans deux nouvelles séries télévisées. Dans un premier temps, elle incarne en tant qu'actrice invitée la matriarche gothique de la famille Addams, Morticia Addams, dans Mercredi – produite pour la plateforme Netflix – où elle est notamment dirigée par le cinéaste Tim Burton. Sa transformation en ce personnage iconique, qu'elle décrit comme « une figure féminine absolument mythique », l'a laissée avec « la chair de poule et les larmes aux yeux ». Pour cette prestation, elle reçoit des critiques globalement positives,, notamment de la part de Josh Stephenson de Metro UK qui la trouve « brillante ». Dans un avis plus nuancé, le magazine Empire considère sa Morticia « fidèlement interprétée » avant de préciser qu'elle « ne se glisse pas aussi magnifiquement qu'Anjelica Huston » dans le rôle. Sa performance lui vaut d'être nommée lors de la 51e cérémonie des Saturn Awards comme meilleure artiste invitée.
Elle part ensuite à la chasse au trésor pour les besoins de la série Trésors perdus : le secret de Moctezuma (2022 - 2023), dérivée de la franchise cinématographique Benjamin Gates, produite pour la plateforme Disney+. Dans cette production, elle campe le rôle de la grande méchante, Billie Pearce, une antiquaire malveillante,. Pour cette série, elle reçoit une nomination aux Emmy Awards.
L'actrice s'envole ensuite pour l'Irlande où elle tourne, de mai à décembre 2024, la deuxième saison de la série à succès Mercredi, qui sort sur Netflix durant l'été 2025. Cette participation télévisuelle lui vaut un regain de popularité, d'autant qu'à cette occasion elle bénéficie de davantage de temps de présence à l'écran que lors de la première saison, à la faveur de l'intrigue. Un choix jugé payant par une partie de la critique, qui salue sa prestation,, à l’image de The Independent qui la décrit comme « particulièrement savoureuse [à regarder] » dans son rôle, et du magazine Empire, qui la trouve également « excellente ». Évoquant sa carrière avec le Sunday Times en août 2025, la comédienne décrit sa vie actuelle comme « un nouveau chapitre. C’est ce dont j’avais envie. De la variété ». En effet, avec un enthousiasme retrouvé, elle enchaîne les tournages à un rythme qu’on ne lui avait plus connu depuis des années. 
Pour le grand écran, elle tourne le thriller The Gallerist, réalisé par Cathy Yan, dans lequel elle seconde Natalie Portman et Jenna Ortega, sa partenaire de Mercredi. Prévu pour 2026, ce long métrage marque son retour au cinéma, dix ans après sa dernière apparition dans un film. Pour la plateforme Prime Video, la comédienne interprète le premier rôle d'une mini-série intitulée Kill Jackie, adaptée de l'œuvre de Nick Harkaway, dont la diffusion est également prévue en 2026 et sur laquelle elle officie comme productrice déléguée.

### Vie privée

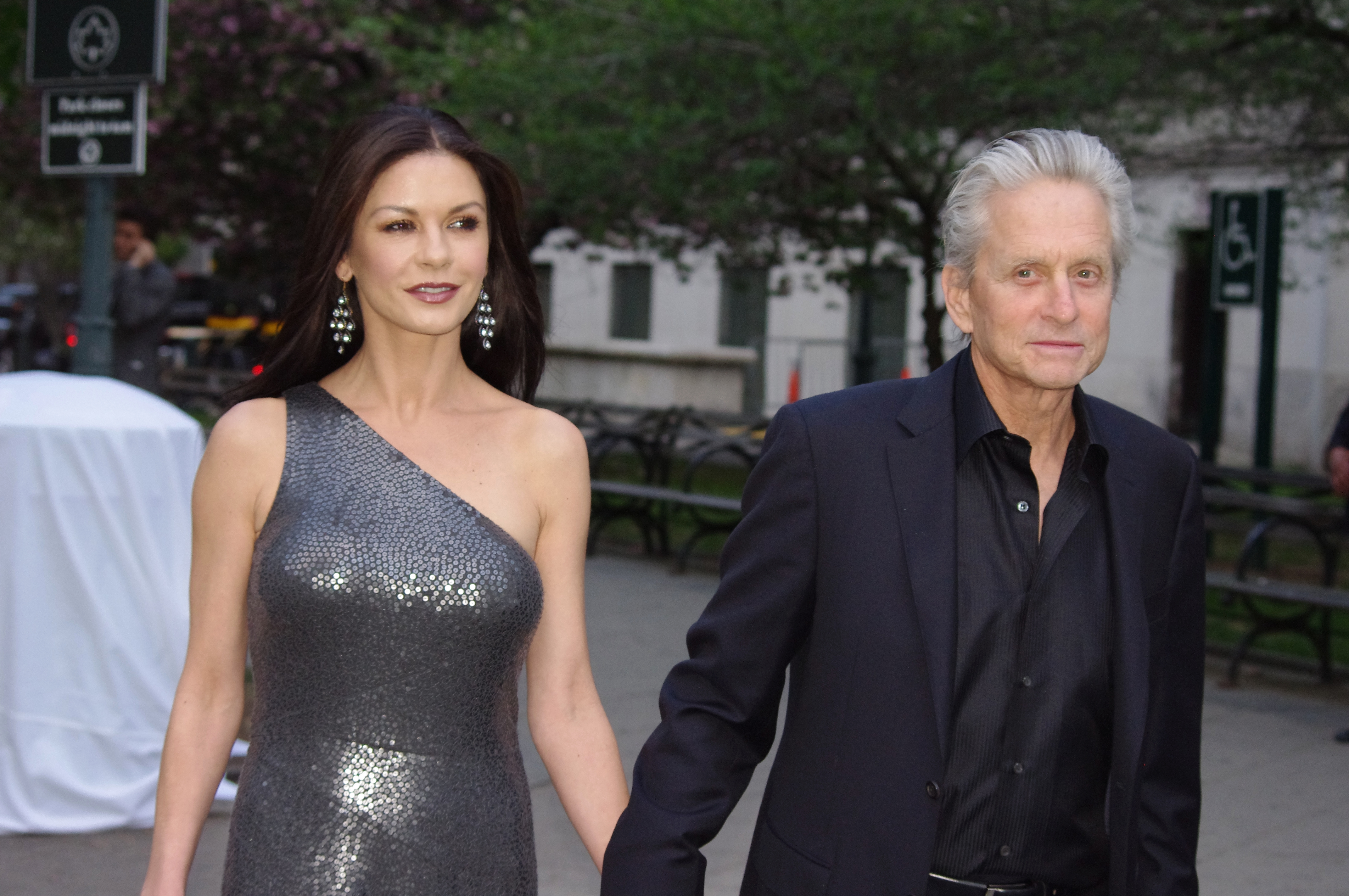
Catherine Zeta-Jones et Michael Douglas au festival du film de Tribeca en 2012.

Après avoir fréquenté l'acteur Angus Macfadyen, Catherine Zeta-Jones rencontre l'acteur américain Michael Douglas, de 25 ans son aîné, au festival du cinéma américain de Deauville en 1998. Il lui déclare sa flamme dès le premier soir en lui affirmant « Je veux être le père de vos enfants »,,. Le couple se fiance par la suite à Aspen au Colorado lors du Nouvel an en 1999; puis se marie le 18 novembre 2000 au Plaza Hotel de New York en présence de plus de 250 invités dont Sharon Stone, Jack Nicholson, Brad Pitt et Bonnie Tyler qui assure d'ailleurs le spectacle musical,,. Sa robe de mariée est créée par le couturier français Christian Lacroix et le coût du mariage s'est élevé à 1 500 000 dollars. Ils ont deux enfants : Dylan Michael Douglas (né le 8 août 2000) et Carys Zeta Douglas (née le 20 avril 2003).
En 2004, après avoir été harcelé pendant des mois via des lettres et coups de fil anonymes, le couple assigne en justice Dawnette Knight, que l'enquête de police révèle être l'auteure des faits. La prévenue souhaitait notamment « découper en morceaux Catherine Zeta-Jones pour la donner à manger à ses chiens ». À la suite d'un procès médiatisé, Dawnette Knight est condamnée à une peine de trois ans de prison.
En avril 2011, Catherine Zeta-Jones déclare qu'elle est atteinte d'une maniaco-dépression, également appelée trouble bipolaire. Le 14 avril 2011, son manager annonce qu'elle a subi un traitement de cinq jours dans la clinique spécialisée de Silver Hill Hospital à New Canaan (Connecticut). Elle est alors l'une des premières personnalités à révéler ouvertement sa bipolarité. Bien qu'elle n'ait initialement pas voulu que sa maladie soit connue de tous, elle déclare « qu'en rendant cela public j'espère que les autres malades sauront que c'est contrôlable ». En avril 2013, l'actrice se fait de nouveau hospitaliser pour un traitement préventif de 30 jours.
En août 2013, après des mois de rumeurs, les agents de Michael Douglas et Catherine Zeta-Jones annoncent que le couple souhaite faire une pause et se séparer quelque temps pour « travailler sur leur mariage ». En février 2014, après avoir été aperçus à de nombreuses reprises ensemble, une rumeur circule selon laquelle les deux époux voudraient renouveler leurs vœux de mariage. En juin de la même année, réconciliée avec son époux, elle célèbre la Bar Mitzvah de son fils Dylan à Jérusalem.
Durant les années 2000, elle réside en famille à Warwick dans les Bermudes avant de déménager dans la région de New York en 2009. À partir de 2019, le couple habite dans un manoir au sein du comté de Westchester, ancienne propriété de Charles Lewis Tiffany, qu'ils ont acquis pour 4 500 000 dollars,, après avoir vécu pendant plusieurs années à Bedford. Ils mettent en vente leur demeure en 2024 pour 12 000 000 de dollars, souhaitant passer plus de temps en Europe.
Interrogée en mars 2021 par Andy Cohen dans son émission Watch What Happens Live, diffusée sur la chaîne Bravo, Catherine Zeta-Jones se déclare royaliste. Elle réaffirme ses convictions à la suite de la mort de la reine Élisabeth II en septembre 2022, se disant « royaliste convaincue » et « très fière de [son] héritage »,.

## Image publique

### Jeu d'actrice
Pour aborder ses rôles, Catherine Zeta-Jones s’appuie sur sa formation classique d'actrice en théâtre musical,.  Elle ne revendique pas un style de jeu unique et privilégie une approche mêlant l’intuition émotionnelle et la discipline,. Elle attache de l’importance à la préparation en amont des tournages, tout en valorisant le travail collaboratif avec les réalisateurs et ses partenaires de jeu, adoptant un jeu fondé sur l’écoute,,. Si elle cherche à établir une connexion émotionnelle avec ses personnages, elle ne s’inscrit pas dans la tradition de la « Méthode », à l’exception de certains rôles, comme dans Le Goût de la vie. Pour certains projets, elle mène des recherches spécifiques afin de mieux comprendre la psychologie de ses personnages, comme dans Traffic ou La Reine des cartels,. Son travail sur la série Mercredi illustre cette approche. Personnellement choisie par Tim Burton pour interpréter Morticia Addams,, elle collabore étroitement avec le réalisateur, qui lui demande de conserver les traits caractéristiques du personnage tout en y apportant une dimension plus réaliste,,. Zeta-Jones conçoit alors son interprétation en s’inspirant du jeu des actrices hollywoodiennes des années 1940, travaillant sa voix en abaissant sa tessiture et en allongeant les voyelles. Elle cite Judi Dench dans Macbeth comme l’une de ses principales inspirations : « Se glisser dans un rôle comme celui de Morticia, c’est un peu comme jouer Lady Macbeth. Des milliers de grandes actrices ont interprété Lady Macbeth au fil des siècles, mais Judi Dench l’a fait différemment ». Consciente que Morticia a été incarnée par de nombreuses actrices au fil des décennies, elle choisit de proposer une version personnelle du rôle, respectueuse des précédentes interprétations,. Elle échange également avec Jenna Ortega, qui interprète le rôle-titre, afin d’assurer une cohérence dans la dynamique familiale.
Catherine Zeta-Jones, qui a joué aussi bien sur les planches qu'au cinéma et à la télévision, se considère davantage comme « une actrice de théâtre que de cinéma ou de télévision »,. Elle affectionne particulièrement les comédies musicales et considère qu'elle n'est pas née à la bonne époque : « Toute ma vie je me suis dit que j'étais née à la mauvaise période. J'aurais dû danser avec Gene Kelly. J'aurais dû travailler avec Fred [Astaire]. J'aurais dû être avec Judy [Garland]. Ces jours sont révolus ». 
Elle cite à plusieurs reprises Anne Bancroft comme une source d'inspiration dans son parcours d'actrice, et regrette qu'il n'y ait pas plus de rôles pour les actrices de plus de 40 ans : « Ce n'est pas qu'il n'y a pas de belles histoires à raconter sur les femmes quadragénaires, c'est juste que les grands patrons de Hollywood ont le sentiment que la population des cinéphiles est moins intéressée ». En 2017, interrogée sur sa vision de l'industrie du divertissement, elle déclare : « Le cinéma d'aujourd'hui est concurrentiel, laborieux, un combat permanent pour s'améliorer. Ce n'est pas glamour ».
Le milieu du cinéma la perçoit au début de sa carrière d’abord comme une actrice dont le principal attrait repose sur son physique,, avant d'être appréciée par la suite pour sa polyvalence,,. Le critique Roger Ebert la voit comme une interprète de la trempe d'Ava Gardner et de Deborah Kerr; et Sean Connery, avec qui elle a joué dans Haute Voltige, la décrit comme une « professionnelle incroyable ». De même pour Anthony Hopkins, avec qui elle a tourné deux fois, qui la compare à Audrey Hepburn et Lana Turner et la présente comme « une actrice passionnée ». Plusieurs réalisateurs ont également souligné ses qualités d’interprétation, comme Martin Campbell qui dit qu’elle lui rappelle « les femmes de Howard Hawks », Jon Amiel loue « [son] incroyable candeur et [son] naturel », et Jan de Bont déclare : « Catherine fait partie de ces femmes dont on tombe instantanément amoureux et avec qui on rêve de travailler ».

### Médiatisation

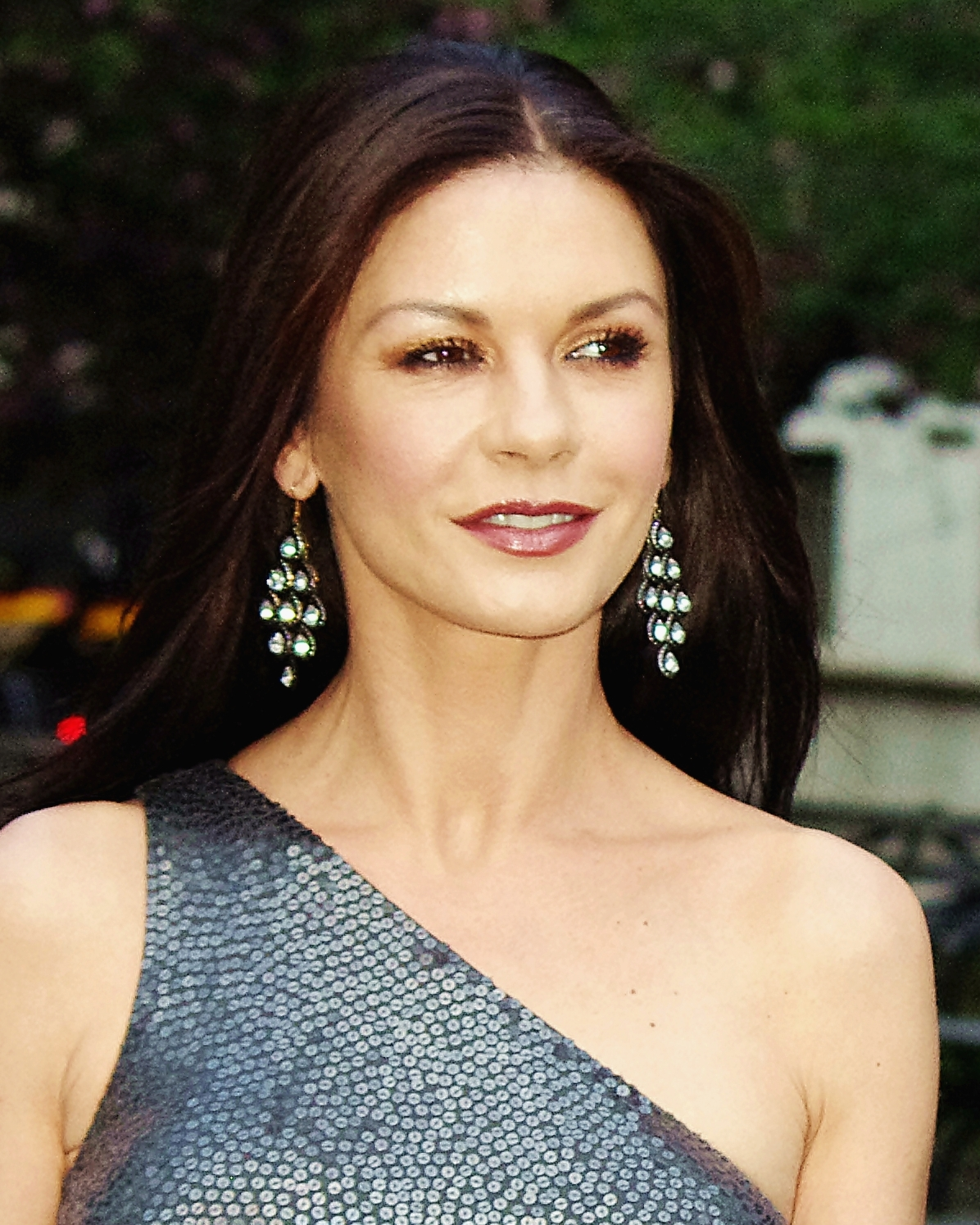
L'actrice photographiée à New York en 2012.

Considérée comme l'une des personnalités les plus glamours de Hollywood,,, Catherine Zeta-Jones fait souvent la couverture de magazines comme Allure, Vanity Fair, People ou encore Vogue depuis les années 1990. Le journal Daily Telegraph la décrit en 2010 comme « l'ultime autodidacte » qui a « constamment pris des décisions audacieuses »,. En 2022, le magazine Vogue loue son attitude « cool et qu'on ne peut imiter ».
Les films qu'elle tourne à la fin des années 1990 renvoient au public une image d'elle plutôt séductrice. En 1998, elle figure pour la première fois dans le classement annuel des plus belles femmes du monde établi par le magazine américain People. Elle figurera par ailleurs dans ce classement à cinq reprises (respectivement en 1998, 2000, 2001, 2003 et 2004), dont une fois comme plus belle femme du monde en 2001,. En 2003, c'est au tour du magazine Esquire de la consacrer comme plus belle femme du monde.
En novembre 2005, la version américaine du magazine Glamour la récompense du prix Killer Talent Award lors de son gala annuel des Women of the Year Awards. Trois ans plus tard, elle est considérée selon un sondage effectué auprès de plus de huit-mille personnes dans le monde, comme étant internationalement la plus belle femme, toutes générations confondues, juste devant la française Brigitte Bardot. Malgré cette médiatisation, Zeta-Jones admet, quant à elle, qu'elle ne se considère pas comme « une grande beauté »,.
L'actrice n'est pas non plus exempte de critiques. Elle est sujette à plusieurs reprises à des parodies, comme par Chris Rock lors des Oscars 2005,. Dawn French et Jennifer Saunders l'ont aussi parodiée dans un des numéros de leur émission French and Saunders à cause de son accent gallois. Par ailleurs, elle est accusée en 2010 par l'association PETA de « crime contre la mode » et se voit décerner le prix de « la personnalité la plus mal habillée ».
Catherine Zeta-Jones est aussi connue pour contrôler son image. Fin 2000, elle attaque en justice le magazine Hello! et lui réclame 2 000 000 de livres sterling pour avoir divulgué dans la presse, sans son autorisation, des photos de son mariage. L'actrice et son époux gagnent leur procès en 2003,. La même année, elle fait annuler via ses avocats la publication d'une biographie sur sa vie, qu'elle n'a pas autorisée, écrite par Cliff Goodwin. Par ailleurs, fin 2002, elle menace la société de cosmétiques Caudalie d'une action en justice après que cette dernière a « utilisé son nom sans son accord ».

### Dans la culture populaire
De par sa notoriété dans les années 2000, elle a vu son nom être utilisé au cinéma et à la télévision dans plusieurs œuvres de fiction. À cet effet, une partie de l’intrigue du long métrage Thank You for Smoking (2006) est centrée sur la production d’un film avec Catherine Zeta-Jones et Brad Pitt en vedettes,. En 2025, dans le film Y a-t-il un flic pour sauver le monde ?, le personnage incarné par Liam Neeson, nostalgique des années 2000, se souvient en grommelant « du temps où les seules choses électriques étaient les anguilles, les chaises… et Catherine Zeta-Jones dans Chicago ».
Dans l’épisode 7 de la saison 22 de la série Les Simpson, Marge, qui se plaint de son fournisseur d’accès à Internet, réplique « Je l’ai acheté parce que Catherine Zeta-Jones me l’a conseillé. Quelle idiote je fais ! ». Elle est aussi citée dans l’épisode 7 de la saison 2 de The Office sous le nom de Catherine Zeta-Scarn. La série Workaholics fait également référence à l’actrice dans l’épisode 3 de sa première saison lorsque le personnage joué par Adam DeVine entonne « Catherine Zeta-Jones she dips beneath lasers ». Dans le domaine musical, elle est mentionnée dans le single Plain Jane du rappeur ASAP Ferg, chanté en duo avec Nicki Minaj.
En outre, Catherine Zeta-Jones prête parfois son image pour des publicités télévisées, comme pour Alfa Romeo,, Elizabeth Arden (en), LUX, ou encore pour l'opérateur T-Mobile,; ce dernier contrat signé en 2002 faisant d'elle la célébrité la mieux payée par une marque en son temps. Elle est aussi l'égérie de la société Booking.com le temps d'une campagne publicitaire diffusée en 2025, dans laquelle elle apparaît grimée en Morticia Addams, personnage qu'elle incarne dans la série Mercredi.
Plus rarement, l'actrice accepte de se mettre en scène bien qu'elle se décrive elle-même comme « timide en société ». Aux côtés de son époux, elle est en novembre 2003 la maîtresse de cérémonie du concert du prix Nobel de la paix à Oslo. Sur la scène des Oscars en 2003, aux côtés de la chanteuse et actrice Queen Latifah, elle chante I Move On, une chanson extraite du film Chicago. Elle réitère l'expérience dix ans plus tard lors de la 85e cérémonie des Oscars, le temps d'un hommage rendu aux films musicaux de la dernière décennie, en interprétant la chanson All That Jazz devant près de quarante millions de téléspectateurs,. Elle qualifie cette expérience de « terrifiante ». L'année suivante, Catherine Zeta-Jones participe à l'émission Jimmy Kimmel Live! en se mettant en scène dans un clip parodique intitulé David After Dentist et diffusé juste après les Oscars. Elle y incarne le personnage de Tooth Fairy, aux côtés des acteurs Samuel L. Jackson, Joseph Gordon-Levitt et Seth Rogen.

## Engagements et autres activités

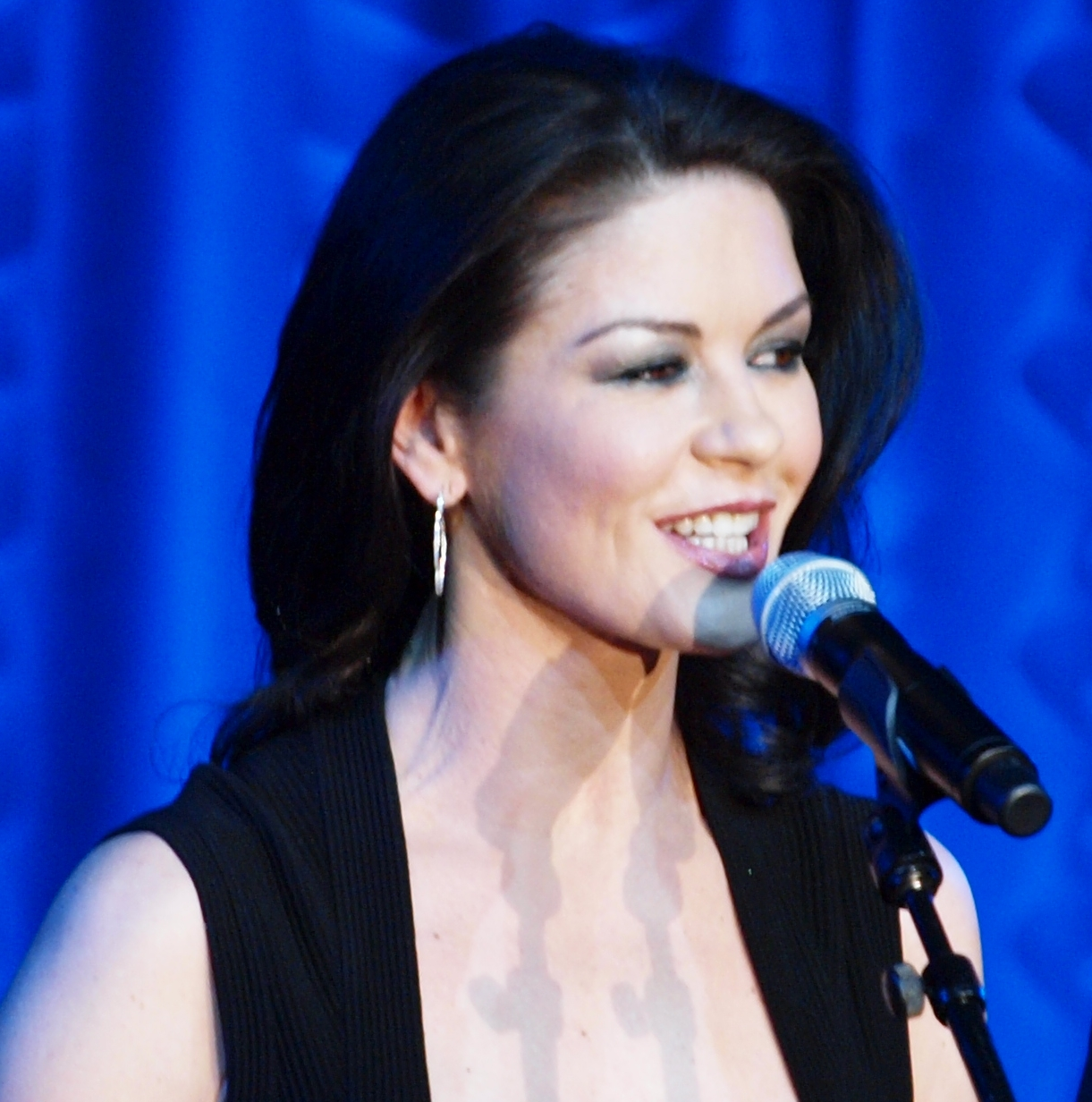
Catherine Zeta-Jones au Drama League Benefit Gala en 2010.

Catherine Zeta-Jones est connue pour soutenir de nombreuses œuvres caritatives. En 2001, elle vend aux enchères une de ses tenues du film Le Masque de Zorro pour lever des fonds dans le but de venir en aide aux victimes du SIDA en Afrique. En 2005, elle devient l’ambassadrice du National Society for the Prevention of Cruelty to Children et lance dans la foulée le Full Stop appeal au pays de Galles pour sensibiliser la population sur la maltraitance faite aux enfants,. Sur ce même registre, elle contribue au financement des recherches pour retrouver le corps d'April Jones (en), une fillette de cinq ans disparue en 2012. Dans le domaine du cinéma, elle est la fondatrice de A Fine Romance, un programme caritatif annuel qui aide à collecter des fonds pour le MPTF.
En 2017, l'actrice participe à une levée de fonds au profit des victimes des ouragans Harvey et Irma survenus en septembre de la même année. Cet événement, auquel assistent également d'autres célébrités comme Leonardo DiCaprio ou Jamie Foxx, permet de récolter 44 000 000 de dollars au profit des victimes. Catherine Zeta-Jones a également offert son soutien à d'autres organismes de bienfaisance pour les enfants tels que le Centre international pour enfants disparus et sexuellement exploités, ainsi que le Noah’s Ark Appeal (un hôpital gallois).
Outre son métier d’actrice, Zeta-Jones entame une courte carrière dans la chanson au début des années 1990. En 1992, elle prête sa voix à l'un des personnages du récit musical Jeff Wayne's Musical Version of Spartacus, retraçant l'histoire du gladiateur Spartacus. Trois ans plus tard, elle sort son premier single, In the Arms of Love. Elle a aussi chanté True Love Ways, un duo avec David Essex. Elle poursuit également une carrière dans l’entrepreneuriat. En effet, passionnée de décoration d'intérieur et d'architecture depuis son enfance, la comédienne lance en 2017 sa propre marque de linges et d'accessoires de maison sous la dénomination Casa Zeta-Jones, en partenariat avec QVC. Son entreprise comprend également une collection de prêt-à-porter et une ligne de maquillage. En 2020, sa marque est récompensée par la PETA pour ses engagements végans.

## Théâtre
Note : À noter que la pièce Au bois lacté a fait l'objet d'une représentation unique en 1992 sous la direction d'Anthony Hopkins. Cette dernière avait été filmée pour la télévision mais elle n'a jamais été diffusée. La pièce The Children's Monologues a, quant à elle, fait l'objet d'une seule représentation mise en scène par Danny Boyle.
- 1979 : Annie, d'après le comic strip Little Orphan Annie d'Harold Gray, comédie musicale jouée au Victoria Palace Theatre : July[28]
- 1981 : Annie, comédie musicale jouée au Grand Théâtre de Swansea : Annie[13]
- 1983 : Bugsy Malone, d'après le film du même nom d'Alan Parker, pièce jouée au Her Majesty's Theatre : Tallulah[30]
- 1985 - 1986 : The Pajama Game, d'après le livre 7½ Cents de Richard Pike Bissell, pièce jouée au Haymarket Theatre : Chorus girl[28]
- 1987 - 1989 : 42nd Street, pièce de Michael Stewart et Mark Bramble, jouée au Théâtre de Drury Lane : Peggy Sawyer[36]
- 1989 : Street Scene, opéra de Kurt Weill, joué au Coliseum Theatre : Mae Jones[38]
- 1992 : Au bois lacté, pièce radiographique de Dylan Thomas, jouée à l'Associated Independent Recording : Une voix[A 14]
- 2009 - 2010 : A Little Night Music, comédie musicale de Stephen Sondheim, jouée au Walter Kerr Theatre : Desiree Armfeldt[111]
- 2017 : The Children's Monologues (en), pièce jouée au Carnegie Hall : Une fille obsédée par les maths[290]

## Filmographie
Sauf indication contraire, les informations mentionnées dans cette section peuvent être confirmées par la base de données cinématographiques IMDb,  présente dans la section « Liens externes ».

### Cinéma

#### Années 1990
- 1990 : Les Mille et Une Nuits de Philippe de Broca : Shéhérazade
- 1992 : Christophe Colomb : La Découverte (Christopher Columbus: The Discovery) de John Glen : Beatriz Enríquez de Arana
- 1993 : Grandeur et Descendance (Splitting Heirs) de Robert Young : Kitty
- 1995 : Blue Juice (en) de Carl Prechezer : Chloe
- 1996 : Le Fantôme du Bengale (The Phantom) de Simon Wincer : Sala
- 1998 : Le Masque de Zorro (The Mask of Zorro) de Martin Campbell : Elena de la Vega
- 1999 : Haute Voltige (Entrapment) de Jon Amiel : Virginia Baker
- 1999 : Hantise (The Haunting) de Jan de Bont : Theo

#### Années 2000
- 2000 : High Fidelity de Stephen Frears : Charlie Nicholson
- 2000 : Traffic de Steven Soderbergh : Helena Ayala
- 2001 : Couple de stars (America's Sweethearts) de Joe Roth : Gwen Harrison
- 2002 : Chicago de Rob Marshall : Velma Kelly
- 2003 : Sinbad : La Légende des sept mers (Sinbad: Legend of the Seven Seas) de Patrick Gilmore et Tim Johnson : Marina (voix uniquement)
- 2003 : Intolérable Cruauté (Intolerable Cruelty) de Joel et Ethan Coen : Marilyn Rexroth
- 2004 : Le Terminal (The Terminal) de Steven Spielberg : Amelia Warren
- 2004 : Ocean's Twelve de Steven Soderbergh : Isabel Lahiri
- 2005 : La Légende de Zorro (The Legend of Zorro) de Martin Campbell : Elena de la Vega
- 2007 : Le Goût de la vie (No Reservations) de Scott Hicks : Kate Armstrong
- 2007 : Au-delà de l'illusion (Death Defying Acts) de Gillian Armstrong : Mary McGarvie
- 2009 : Mon babysitter (The Rebound) de Bart Freundlich : Sandy

#### Années 2010
- 2012 : Rock Forever (Rock of Ages) d'Adam Shankman : Patricia Whitmore
- 2012 : Lady Vegas : Les Mémoires d'une joueuse (Lay the Favorite) de Stephen Frears : Tulip Heimowitz
- 2012 : Love Coach (Playing for Keeps) de Gabriele Muccino : Denise
- 2013 : Broken City (Broken City) d'Allen Hughes : Cathleen Hostetler
- 2013 : Effets secondaires (Side Effects) de Steven Soderbergh : Dr Victoria Siebert
- 2013 : Red 2 (Red 2) de Dean Parisot : Katya Petrokovich
- 2016 : La British Compagnie (Dad's Army) d'Oliver Parker : Rose Winters

#### Années 2020
- 2026 : The Gallerist de Cathy Yan

### Télévision
- 1991 - 1993 : The Darling Buds of May de Rodney Bennett et Gareth Davies : Mariette Larkin (série télévisée, 18 épisodes)
- 1991 : The Play on One (en) de Nick Hamm : Chirsty (saison 4, épisode 5)
- 1992 : Coup de foudre d'Édouard Molinaro : inconnu (saison 3, épisode 5)
- 1993 : Les Aventures du jeune Indiana Jones (The Young Indiana Jones Chronicles) de Simon Wincer : Maya (saison 2, épisode 21)
- 1994 : The Return of the Native (en) de Jack Gold : Eustacia Vye (téléfilm)
- 1994 : The Cinder Path (en) de Simon Langton : Victoria Chapman (mini-série, 3 épisodes)
- 1995 : Catherine la Grande (en) (Catherine the Great) de Marvin J. Chomsky et John Goldsmith : Catherine II de Russie (téléfilm)
- 1996 : Le Titanic (Titanic) de Robert Lieberman : Isabella Paradine (téléfilm)
- 2005 : Saturday Night Live de Lorne Michaels : elle-même (saison 31, épisode 3)
- 2014 : Jimmy Kimmel Live! de Zack Bornstein : Tooth Fairy (saison 12, épisode 60)
- 2017 : Feud de Ryan Murphy : Olivia de Havilland (série télévisée, 6 épisodes)
- 2018 : La Reine des cartels (Cocaine Godmother) de Guillermo Navarro : Griselda Blanco (téléfilm)
- 2018 - 2019 : Queen America de Meaghan Oppenheimer : Vicki Ellis (série télévisée, 10 épisodes)
- 2021 : Prodigal Son de Chris Fedak et Sam Sklave : Dr Vivian Capshaw (série télévisée, 7 épisodes)
- depuis 2022 : Mercredi (Wednesday) d'Alfred Gough et Miles Millar : Morticia Addams (série télévisée, 10 épisodes)
- 2022 - 2023 : Trésors perdus : le secret de Moctezuma (National Treasure : Edge of History) de Cormac et Marianne Wibberley : Billie Pearce (série télévisée, 10 épisodes)
- 2026 : Kill Jackie de Conor Keane : Jackie Price (mini-série, également productrice déléguée)

## Discographie
Sauf indication contraire, les informations mentionnées dans cette section peuvent être confirmées par la base de données cinématographiques IMDb,  présente dans la section « Liens externes ».
Catherine Zeta-Jones entame une brève carrière de chanteuse dans les années 1990 qui comprend les singles suivants :
- 1992 : For All Time
- 1995 :
  - In the Arms of Love
  - I Can't Help Myself
  - True Love Ways (duo avec David Essex)

Elle a également enregistré les chansons de plusieurs bandes originales,, :
- Chicago (2002) :
  - Overture/All That Jazz
  - Cell Block Tango
  - I Can't Do It Alone
  - Class[N 8]
  - Nowadays/Hot Honey Rag
  - I Move On
  - All That Jazz[N 9] (reprise)
- Rock Forever (2012)
  - Hit Me with Your Best Shot (reprise de Pat Benatar)
  - We're Not Gonna Take It (reprise de Twisted Sister)
- Mercredi (2025) :
  - Bad Moon Rising (reprise de Creedence Clearwater Revival en duo avec Billie Piper)[295]

## Distinctions
Sauf indication contraire, les informations mentionnées dans cette section peuvent être confirmées par la base de données cinématographiques IMDb,  présente dans la section « Liens externes ».
Catherine Zeta-Jones obtient la reconnaissance de ses pairs au cinéma avec un Oscar gagné en 2003. Sept ans plus tard, son travail au théâtre est récompensé par un prestigieux Tony Award.
Parmi ses autres récompenses, elle compte trois SAG Awards (sur trois nominations) ainsi que deux Critics' Choice Movie Awards (sur trois nominations) et un BAFTA Award (sur une nomination). Au cours de sa carrière, elle a en outre été nommée deux fois aux Golden Globes, deux fois aux Saturn Awards et une fois aux Emmy Awards.
Pour « services rendus au cinéma et [ses] engagements humanitaires », elle est élevée par la reine Élisabeth II au titre de Commandeur de l'Empire britannique (CBE) en 2010,.

## Voix francophones
Au début de sa carrière et jusqu'à la fin des années 1990, Catherine Zeta-Jones est doublée en France de manière non régulière par plusieurs actrices de doublage. Ainsi, Sabine Haudepin la double dans Les Mille et Une Nuits, Virginie Ledieu dans Christophe Colomb : La Découverte, Dominique Chauby dans Grandeur et descendance, Juliette Degenne dans Le Fantôme du Bengale, Nathalie Régnier dans Le Titanic, Pascale Vital dans Hantise et Marie-Laure Dougnac dans Haute Voltige.
À partir de 1995, respectivement avec Catherine la Grande (en) et Blue Juice (en), Rafaèle Moutier et Marjorie Frantz entament leur travail de doublage de l'actrice,. Elles deviennent ses voix les plus régulières dans les années 2000, la doublant par alternance, avec une prépondérance pour Rafaèle Moutier (treize doublages),. À titre exceptionnel, Zeta-Jones est cependant doublée par Catherine Hamilty dans Couple de stars, Monica Bellucci dans Sinbad : La Légende des sept mers, Sandrine Versele dans Au-delà de l'illusion et Catherine Wilkening dans Lady Vegas : Les Mémoires d'une joueuse.
En version québécoise, l'actrice est principalement doublée par Élise Bertrand et plus rarement par Isabelle Leyrolles, qui la double dans Le Masque de Zorro et Trafic,. Marie-Andrée Corneille l'a doublée dans Le Fantôme du Bengale.